# Hitomi Kuroki
Pour les articles homonymes, voir Kuroki.
Hitomi Kuroki (黒木 瞳, Kuroki Hitomi), née le 5 octobre 1960 à Kurogi (en), dans la préfecture de Fukuoka, au Japon, est une actrice et tarento japonaise.

## Filmographie partielle

### Au cinéma

#### Comme actrice
- 1986 : Keshin (化身?) de Yōichi Higashi
- 1988 : Anego (姐御?) de Ryūichi Takamori (ja) : Ai Konno
- 1988 : Hanazono no meikyu (花園の迷宮?) de Shun'ya Itō : Yuri
- 1991 : Dōten (動天?) de Toshio Masuda
- 1991 : Jūtai (渋滞?) de Mitsuo Kurotsuchi (en) : Harue
- 1991 : Ryakudatsu ai (梶間俊一?) de Shun'ichi Kajima (ja)
- 1994 : Kowagaru hitobito (怖がる人々?) de Makoto Wada : Sumi
- 1994 : Les 47 Rōnin (四十七人の刺客, Shijūshichinin no shikaku?) de Kon Ichikawa : Kiyo
- 1995 : Kura (蔵?) de Yasuo Furuhata : Kaho Tanouchi
- 1997 : Lost Paradise (失楽園, Shitsurakuen?) de Yoshimitsu Morita : Rinko Matsubaro
- 1997 : Gakkō no kaidan 3 (学校の怪談3?) de Shūsuke Kaneko : Machiko Kubota
- 1998 : Sada (SADA〜戯作・阿部定の生涯, Sada: Gesaku · Abe Sada no shōgai?) de Nobuhiko Ōbayashi : Sada Abe
- 1998 : Hana no Oedo no tsuribaka nisshi (花のお江戸の釣りバカ日誌?) de Shun'ichi Kajima (ja) : Konami
- 1999 : Hasen no marisu : Endō, Youko
- 1999 : Kin'yū fushoku rettō : Jubaku : Hiro Sato
- 2000 : Senrigan : Head of Institute
- 2000 : Suzuran - Shoujo Moe no monogatari : Mère de Fuki Kawamoto (Moe)
- 2000 : Tsuki de Takumi Kimizuka
- 2002 : Dark Water : Yoshimi Matsubara
- 2003 : Ashura no gotoku : Makiko Satomi - Second Daughter
- 2003 : T.R.Y. : Kiharu
- 2005 : Tokyo Tower : Shifumi Asano
- 2007 : Kaidan
- 2007 : Mōryō no hako : Yoko Yuzuki
- 2008 : 20th Century Boys : Kiriko Endō
- 2009 : 20th Century Boys, chapitre 2 : Le Dernier Espoir : Kiriko Endo
- 2009 : 20th Century Boys 3 : Redemption : Kiriko Endo
- 2012 : CM taimu
- 2012 : Utahime
- 2013 : Blindly in Love (箱入り息子の恋, Hakoiri musuko no moi?) de Masahide Ichii (ja) : la mère de Naoko
- 2014 : Souvenirs de Marnie : Hisako (voix)
- 2016 : Iyana onna (嫌な女?)
- 2017 : Uso wo aisuru onna : Masako
- 2018 : Owatta hito
- 2020 : Yayoi, Sangatsu: Kimi o Ai Shita 30nen

#### Comme réalisatrice
- 2016 : Iyana onna (嫌な女?)

### À la télévision
- 1989 : Harenochi kaminari
- 1989 : The Asami Mitsuhiko Mystery 5
- 1990 : Bujinesuman no chichi yori musuko e no 30-tsuu no tegami
- 1990 : Deka kizoku
- 1990 : Kazoku monogatari
- 1991 : Jirochō sangokushi
- 1991 : La Porte de la jeunesse (Seishun no mon)
- 1992 : Ude ni oboe ari
- 1993 : If: Moshimo
- 1993 : Tokugawa bugei-chō : Yagyū san-dai no ken
- 1995 : Hachidai shōgun Yōshimune
- 1995 : Toyotomi Hideyoshi tenka wo toru!
- 1996 : Tomei ningen : (en anglais : Invisible Man, série télévisée)
- 1996 : Gimu to engi
- 1996 : Hakusyuu no Toki
- 1996 : Yakai no hate
- 1998 : Aishi suginakute yokatta
- 1999 : Majo no jouken
- 1999 : Ringu : Saishūshō
- 1999 : Team (série télévisée)
- 2000 : Oyajî
- 2001 : Kenpō dai 39 jō : Furasshu bakku
- 2001 : Koi wo nannen yasunde imasuka ?
- 2002 : Gōruden bouru
- 2002 : Kichiku
- 2003 : Aisuru tameni aisaretai
- 2003 : Good Luck!!
- 2003 : Satōkibi batake no uta
- 2003 : Shiroi kyotō
- 2004 : Fūfu
- 2005 : 24 no hitomi
- 2006 : Harukanaru yakusoku
- 2006 : Purimadamu
- 2007 : Kazoku e no rabu retā
- 2008 : Kiri no hi
- 2008 : Riaru kurōzu
- 2008 : Rokumeikan
- 2009 : Daisan no misu : Mazu wa ishi o nageyo
- 2009 : Ike-men soba-ya tantei : Iindaze !
- 2009 : Niini no koto o wasurenaide : Nōshuyō to tatakatta 8-nenkan
- 2009 : Riaru kurōzu
- 2009 : Shirahata no shoujo
- 2010 : Dousoukai : Rabu agein shoukougun
- 2011 : Karyū no utage
- 2011 : Saigo no bansan : Keiji Touno Kazuyuki to shichinin no yougisha
- 2012 : GTO : Great Teacher Onizuka (drama)
- 2012 : Suitei yūzai
- 2013 : Byakkotai (téléfilm)
- 2013 : Kuroi jūnin no Kuroki Hitomi 3
- 2013 : Link
- 2013 : Otome san
- 2014 : Hontō ni Atta Kowai Hanashi : 15th Anniversary Special
- 2014 : Inochi Arukagiri Tatakae, Soshite Ikinukunda
- 2014 : Kagi no kakatta heya
- 2014 : Sei to Shi no Karte
- 2014 : The Crossing
- 2015 : Marumaru Tsuma
- 2015 : Scapegoat
- 2015 : The Crossing 2
- 2016 : Iyana onna (mini série) : Tetsuko
- 2016 : Soshite, daremo inakunatta
- 2016 : Suniffā: Kyūkaku sōsakan
- 2017 : Kahogo no Kahoko
- 2017 : Shūkatsu Kazoku: Kitto, Umaku Iku
- 2017 : Tokyo Sentimental: Senju no Koi

## Distinctions
Sauf indication contraire, les informations mentionnées dans cette section peuvent être confirmées par la base de données cinématographiques IMDb,  présente dans la section « Liens externes ».

### Récompenses
- Awards of the Japanese Academy 1987 : Débutante de l'année pour Keshin
- Prix Hōchi du cinéma 1997 :  pour Lost Paradise
- Nikkan Sports Film Awards 1997 :  pour Lost Paradise
- Awards of the Japanese Academy 1998 : Meilleure actrice pour Lost Paradise